# Stanhopea pulla
Stanhopea pulla es una especie de orquídea que habita desde Costa Rica hasta el norte de Colombia.

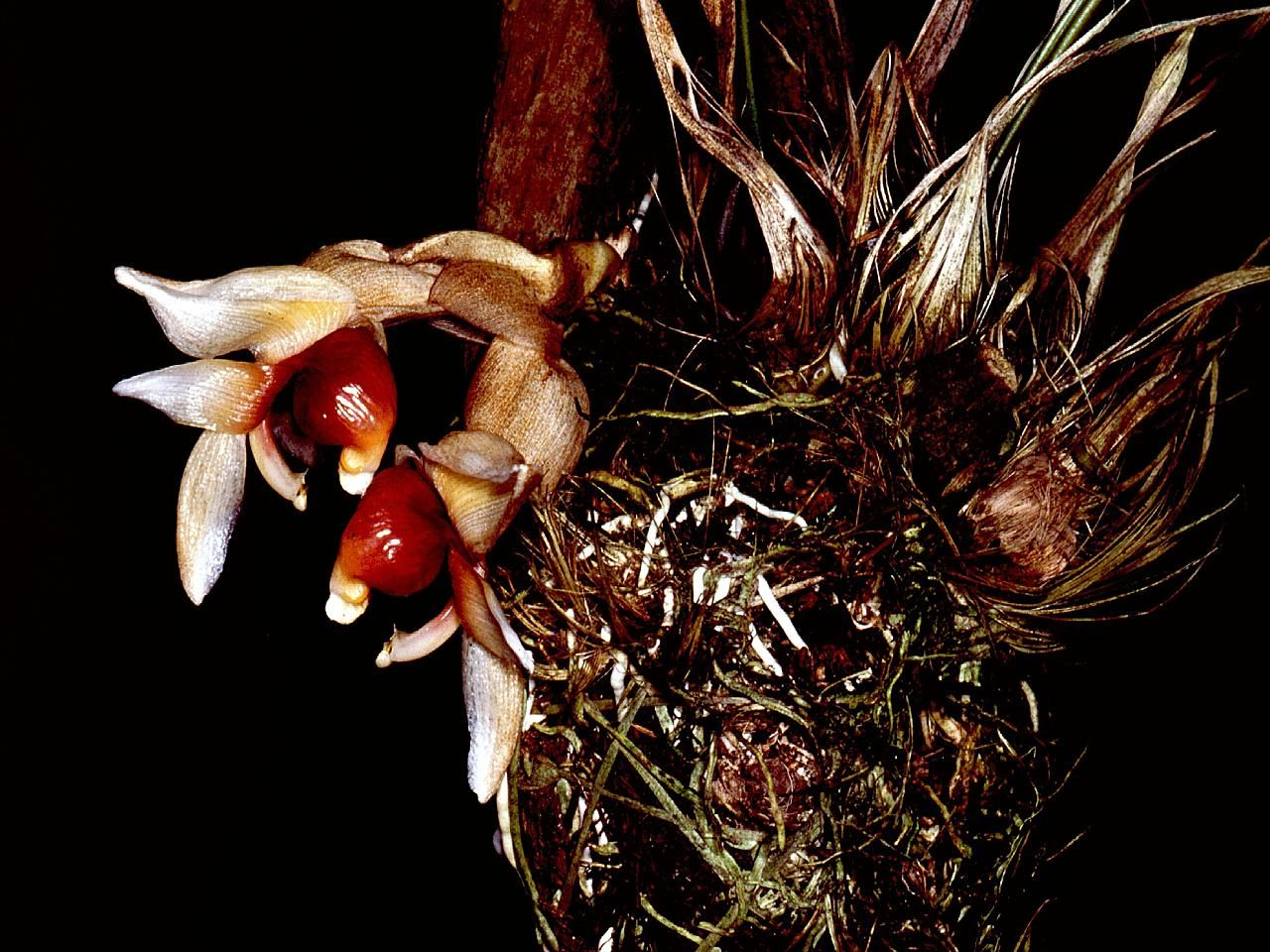
Detalle de las flores.

## Galería

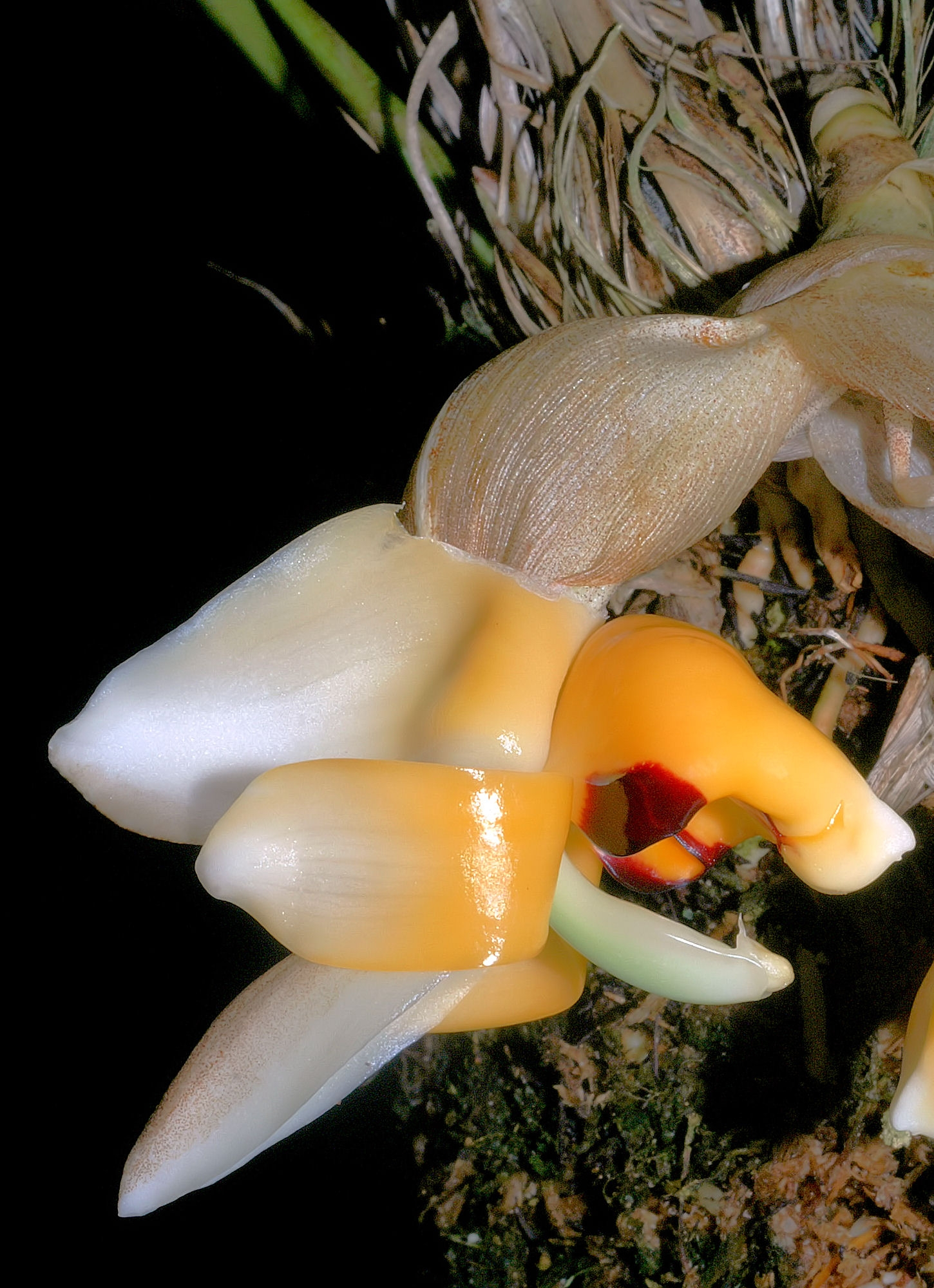
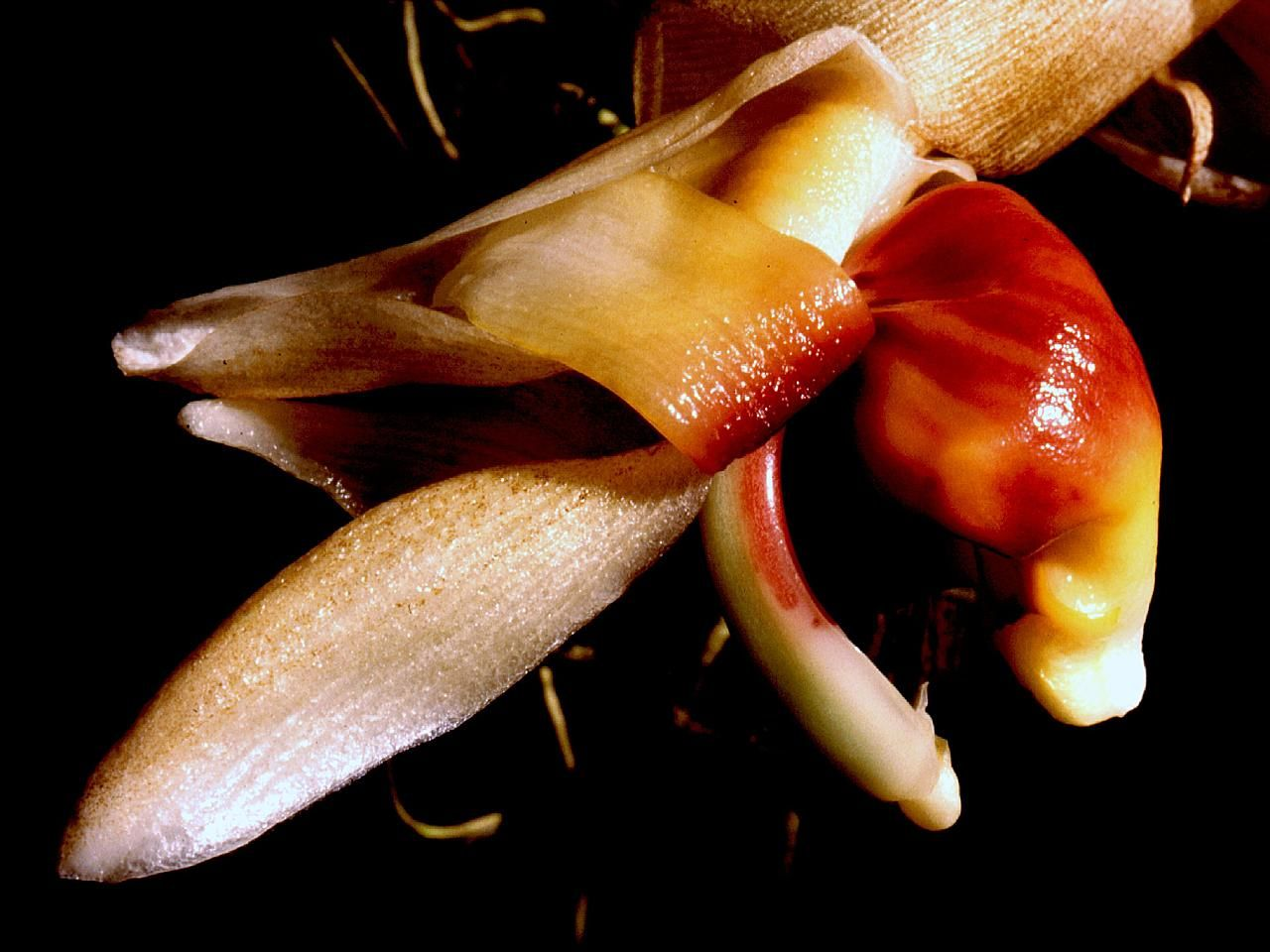
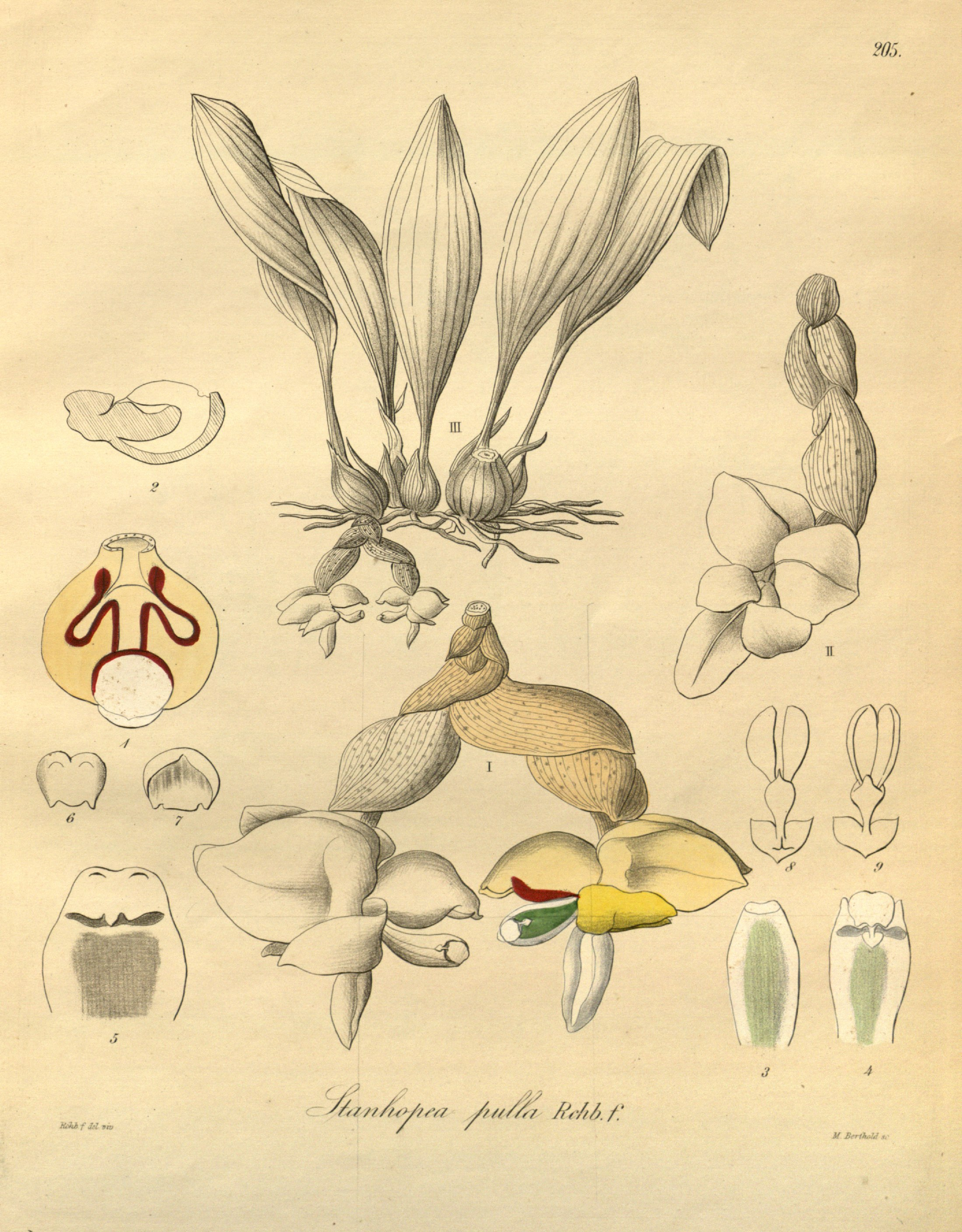
Ilustración de Heinrich Reichenbach Xenia Orchidacea vol. 3 (1900)